# 三宮
34°41′36.7″N 135°11′42.2″E / 34.693528°N 135.195056°E

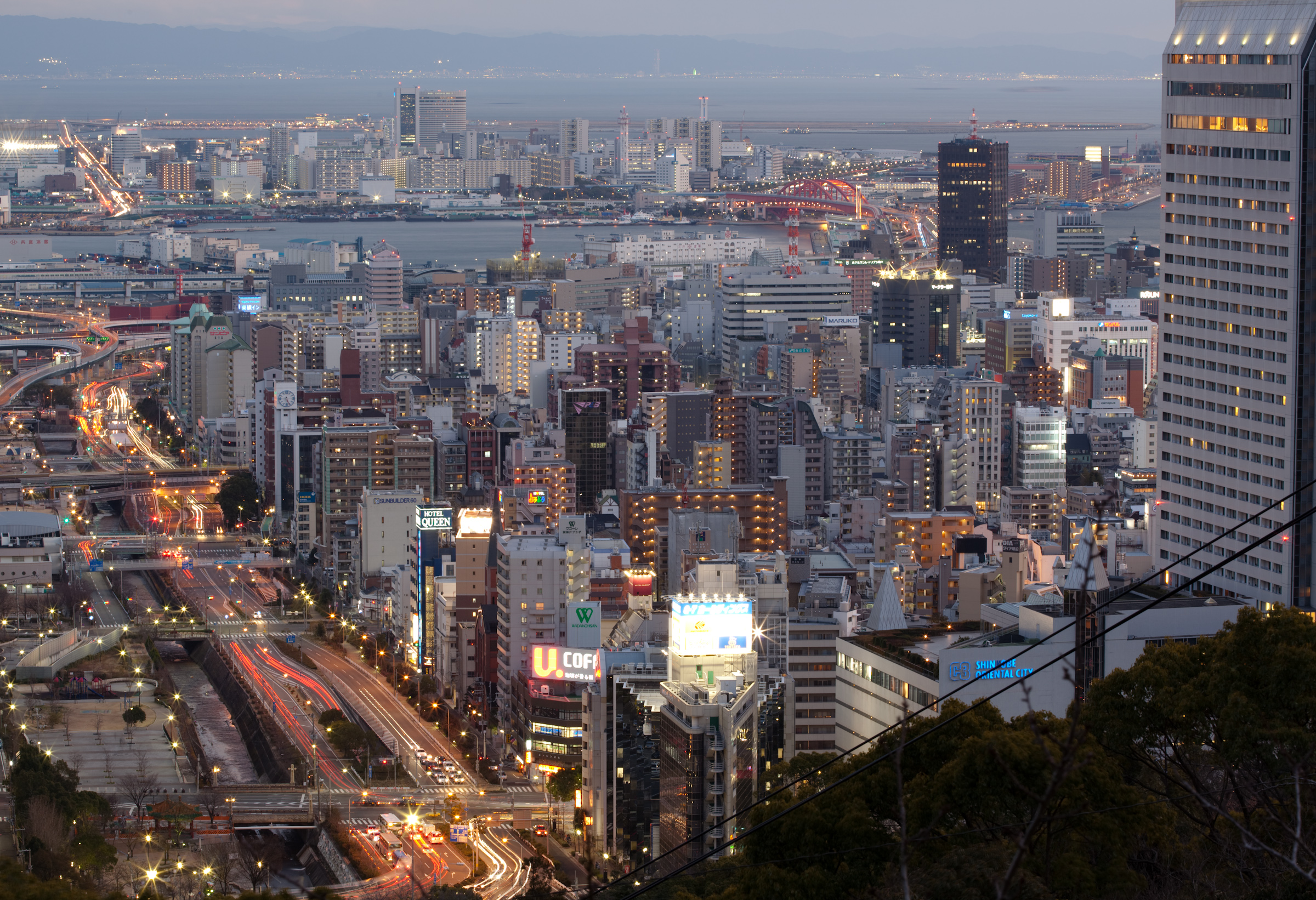
從新神戶車站附近的六甲山看到的三宮地區

三宮（日语：／ Sannomiya）是指位於日本兵庫縣神戶市中央區的一個區域。在神戶開港之前，三宮屬於舊神戶村，緊鄰外國人居留地。在第二次世界大戰後發展成為神戶市中心的區域。三宮車站集中了JR、阪神電鐵、阪急電鐵、神戶市營地下鐵、港灣人工島線等鐵路路線，以及通往各地的市區公車和長途巴士總站，成為神戶市的交通樞紐，其附近是神戶最繁華的地區。三宮這一地名則是來自於三宮神社。附近也有神戶市政府等重要設施。
三宮在西南緊鄰舊居留地，並且神戶的主幹道Flower Road也經過三宮。因此三宮也是神戶重要的觀光地。